# 자쿠스커

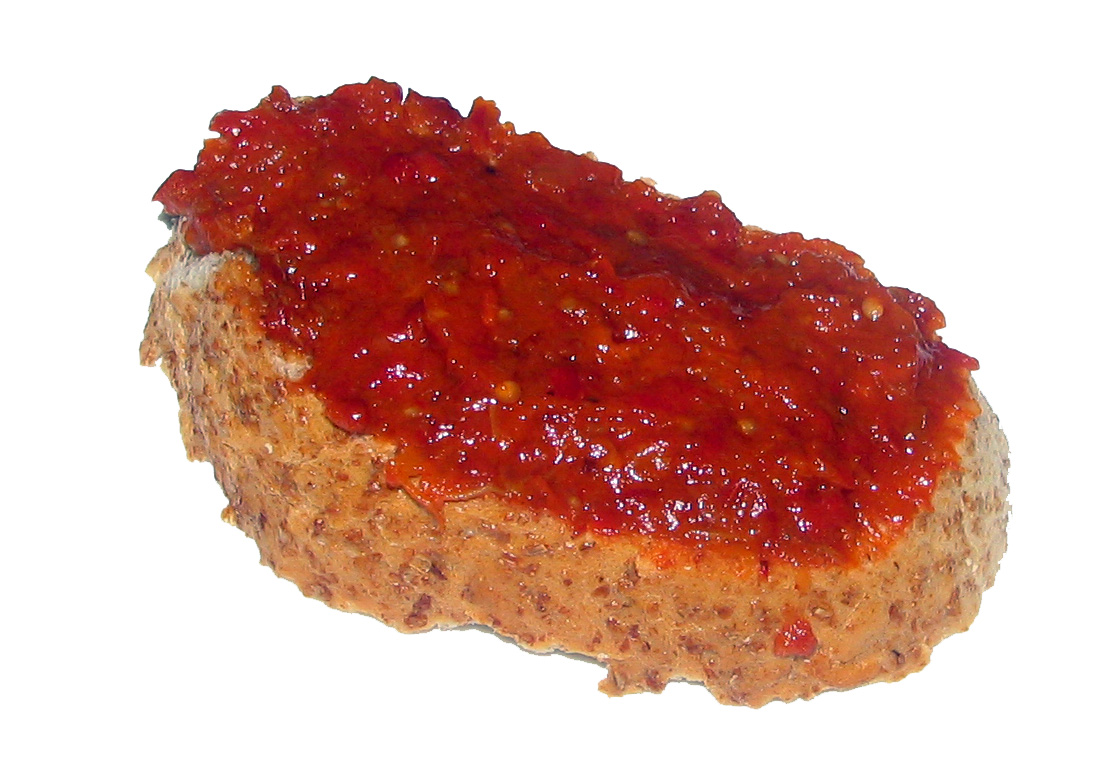
자쿠스커를 바른 빵

자쿠스커(루마니아어: Zacuscă, 루마니아어 발음: [zaˈkuskə])는 고추 등의 채소로 만든 루마니아의 전통 스프레드이다.

## 같이 보기
- 아이바르